# ماثيو ألجي
ماثيو ألجي Matthew Algie هي شركة تحميص قهوة ولديها 16 فرعاً في غلاسكو في  المملكة المتحدة.
تأسست عام 1864 ومقرها في غلاسكو في سكوتلاندا. وتعمل الشركة في توريد القهوة والمشروبات الساخنة ومعدات الشاي.